# Granholmen (Vaxholm)

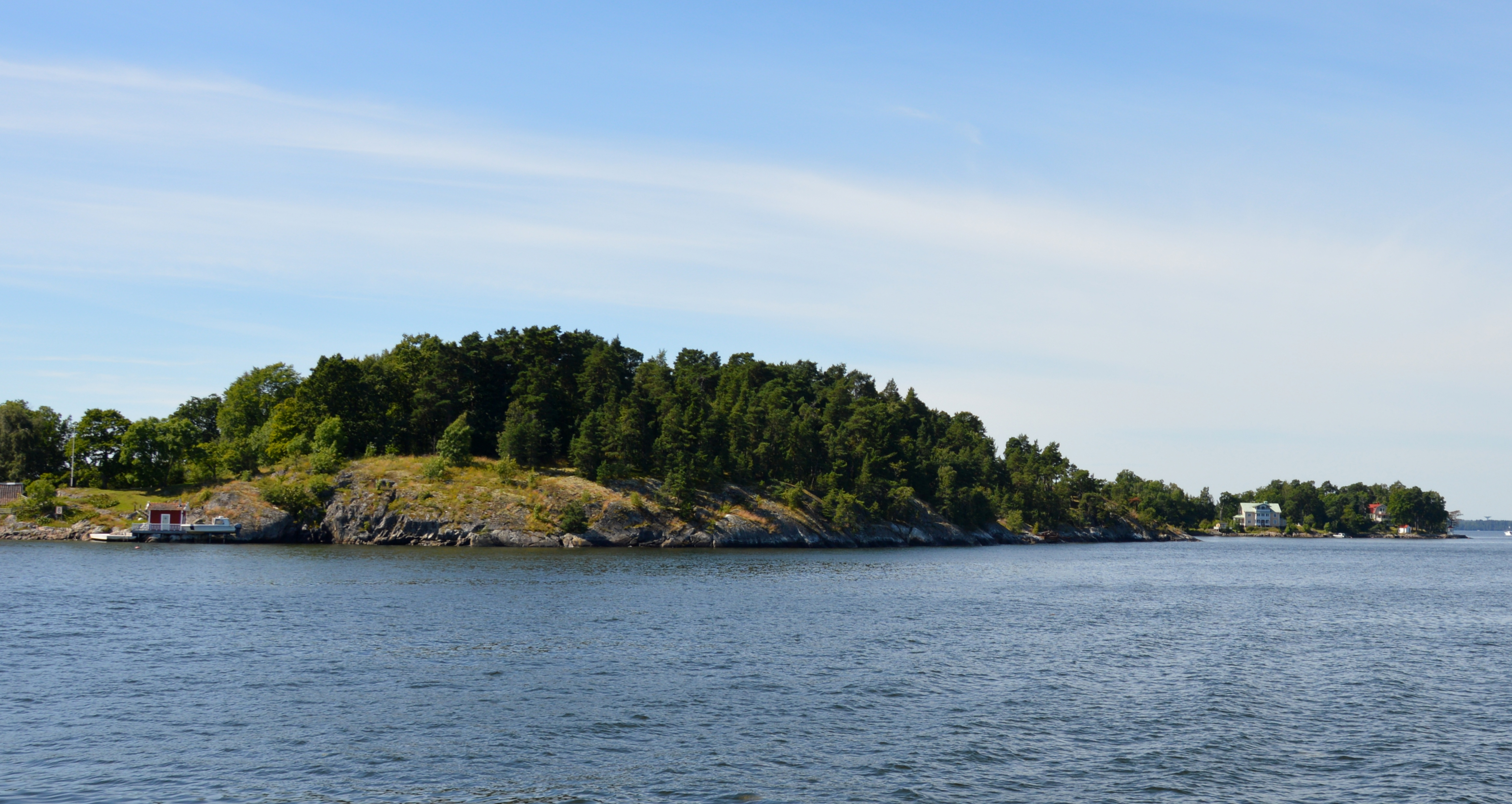
Granholmen, Nordufer

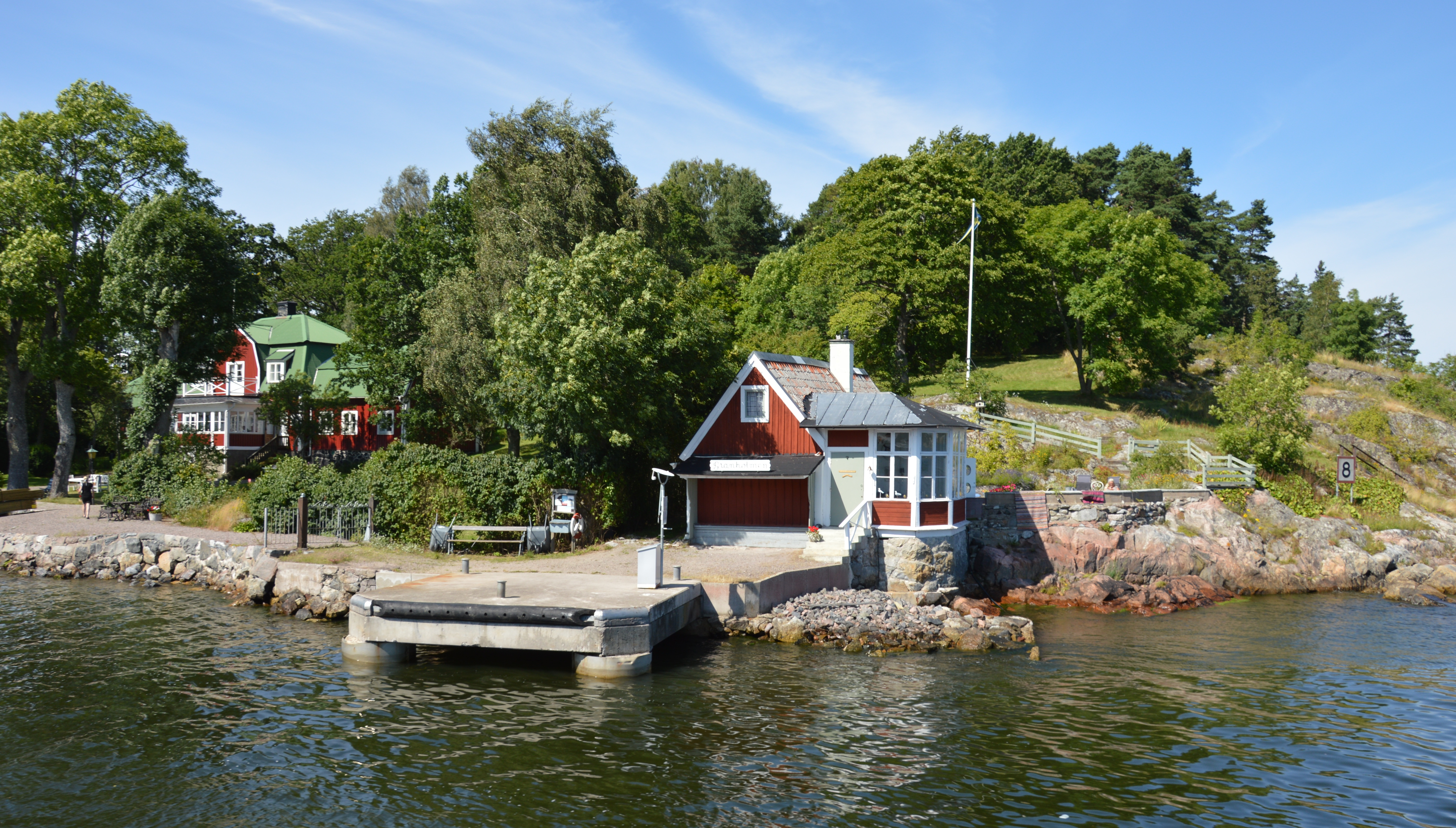
Landungssteg

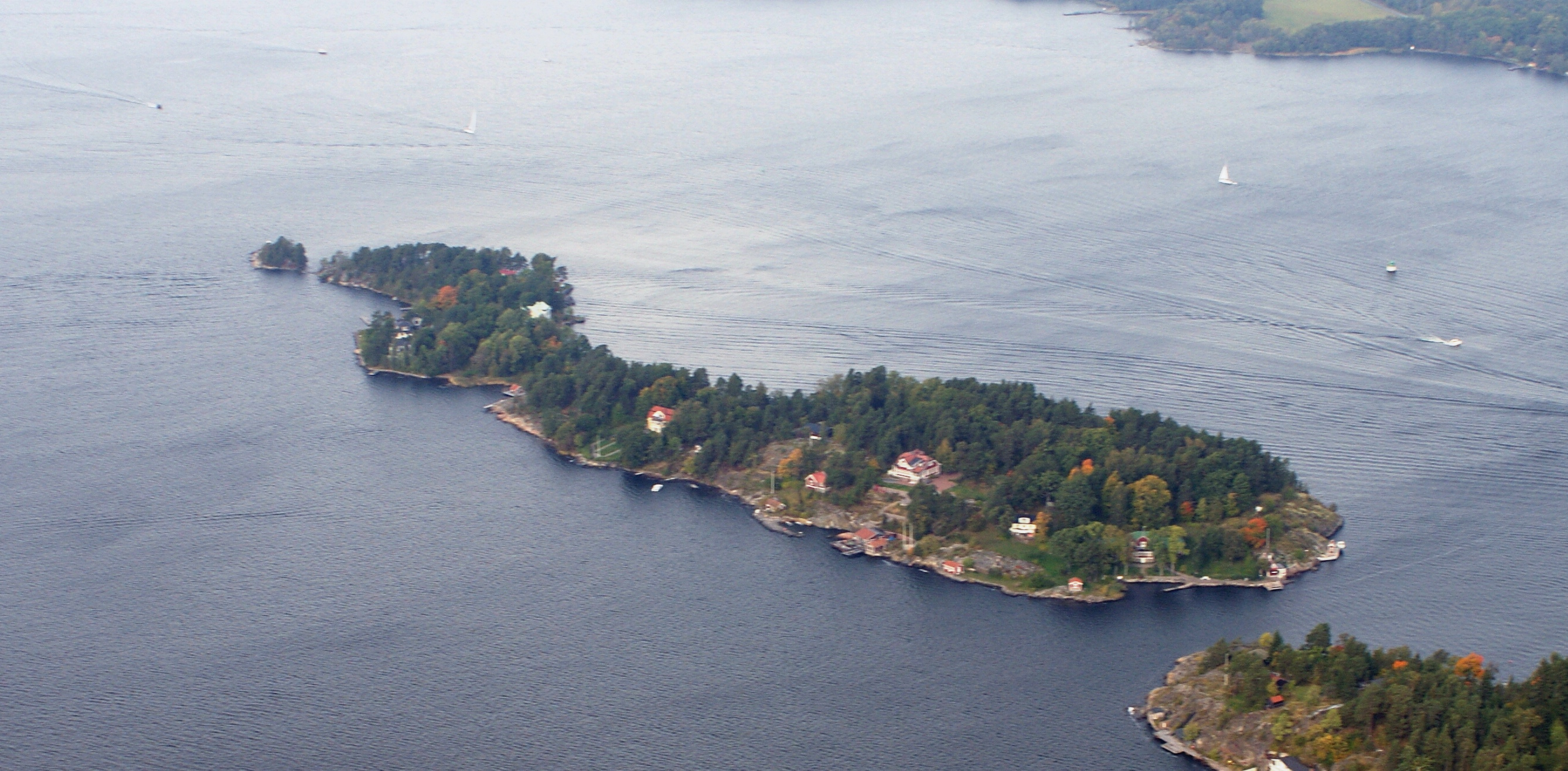
Luftaufnahme, Blick von Südosten

Granholmen ist eine zu Schweden gehörende Insel im Stockholmer Schärengarten im Höggarnsfjärden.
Die Insel gehört zur Gemeinde Vaxholm. Östlich liegt die Insel Edlunda, südwestlich Stora Höggarn. Nördlich und südlich Granholmens führt die Schiffsroute von der Ostsee nach Stockholm entlang. Granholmen ist mit vor allem als Sommerhäusern genutzten Gebäuden bebaut und zum Teil bewaldet. Die Insel erstreckt sich von Westen nach Osten über etwa 830 Meter, bei einer Breite von bis zu 200 Metern. An der Ostseite befindet sich der Schiffsanleger Granholmen brygga. An der Westspitze, nur durch einen zehn Meter breiten Wasserarm getrennt, befindet sich eine kleine vorgelagerte Insel, auf der sich der Leuchtturm Granholmens fyr befindet.
In der Vergangenheit trug die Insel den Namen Västra Granholmen. Der Name Granholmen ging auf die Brüder Erik und Carl Fredrik Granholm zurück, die Granholmen und die benachbarte Insel Edlunda in den 1860er Jahren erworben hatten.